# Духът на гората
„Духът на гората“ (на испански: El espíritu del bosque) е испански компютърно-анимационен филм от 2008 г., прелюдия на „Живата гора“ от 2001 г. Базиран от книгата „Живата гора“ на Венцеслао Фернандез Флорез. Режисиран от Дейвид Рубин и Жуан Карлос Пена. Филмът излиза на екран от 12 септември 2008 г. в Испания.